# Njupeskär
Njupeskär – wodospad w Górach Skandynawskich, na strumieniu Fulan na stokach góry Fulufjället. Najwyższy (93 m) wodospad w Szwecji. Stanowi jedną z największych atrakcji turystycznych Parku Narodowego Fulufjället. Wodospad wycina szczelinę w miękkim piaskowcu dając podręcznikowy przykład erozji wstecznej.